# José Manuel Soria
José Manuel Soria López (Las Palmas de Gran Canaria, 5 gennaio 1958) è un politico e imprenditore spagnolo. Ministro dell'industria, del commercio e del turismo nei governi Rajoy I e II.

## Biografia
Soria è stato analista di mercato per Venezuela e Caraibi presso l'ambasciata spagnola in Venezuela dal 1980 al 1981. Ha quindi lavorato come capo del servizio di importazione presso il ministero del commercio nel 1984. È stato docente di macro economia ed economia internazionale presso il Center for Trade Studies di Madrid dal 1984 al 1989. Ha anche lavorato come capo del commercio estero presso il ministero del Commercio nel 1985, consigliere del ministro delle finanze dal 1986 al 1987 e capo di personale della segreteria generale del commercio dal 1988 al 1989.
È stato sindaco di Las Palmas de Gran Canaria dal 1995 al 2003. È stato eletto presidente del Partito popolare delle Isole Canarie nell'ottobre 1999.In seguito è stato presidente del Cabildo de Gran Canaria da giugno 2003 a luglio 2007. È diventato membro del parlamento regionale nel giugno 2003 che detiene tuttora. Ha anche guidato il gruppo del partito al parlamento delle Isole Canarie. Ha lavorato nel governo delle Isole Canarie come vicepresidente e ministro del tesoro da luglio 2007 a ottobre 2010. È stato membro del congresso dei deputati di Las Palmas nella decima legislatura. È stato nominato ministro dell'industria, dell'energia e del turismo presso il gabinetto guidato dal primo ministro Mariano Rajoy il 22 dicembre 2011.
Nell'aprile 2016, in seguito alla pubblicazione dei Panama Papers, si apprende che Soria, insieme ad altri membri della sua famiglia, gestiva una rete di società, comprese quelle con sede nelle Bahamas e nel Jersey. Dopo aver inizialmente negato di avere legami con i paradisi fiscali, il 15 aprile 2016 ha rassegnato le dimissioni da ministro dell'industria. Si è anche dimesso dalla direzione del suo partito nelle Isole Canarie e dal suo incarico di deputato al Congresso.
Nel settembre 2016, il governo spagnolo lo ha selezionato come candidato per il direttore esecutivo della Banca mondiale. Alcuni politici spagnoli hanno espresso preoccupazione per questa candidatura.  A causa della pressione dei politici e dell'opinione pubblica ha ritirato la sua candidatura per quel lavoro.